# Korniaktów Południowy

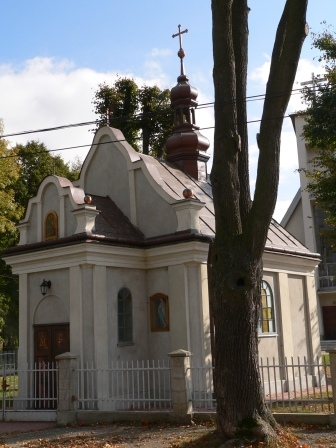
Kaplica z 1880 (odrestaurowana w 2004)

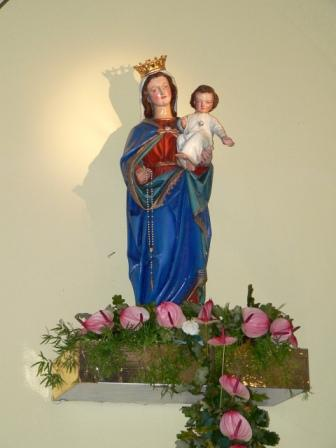
Figura Matki Bożej Różańcowej z 1892

Korniaktów Południowy – wieś w Polsce, położona w województwie podkarpackim, w powiecie łańcuckim, w gminie Białobrzegi.
Miejscowość jest siedzibą rzymskokatolickiej parafii pw. Matki Bożej Różańcowej.
Do 1954 część wsi Korniaktów w gminie Kosina. W latach 1975–1998 miejscowość administracyjnie należała do województwa rzeszowskiego. 

## Części wsi
| SIMC    | Nazwa      | Rodzaj    |
| ------- | ---------- | --------- |
| 0643761 | Bycze Jajo | część wsi |
| 0643778 | Jawornik   | część wsi |
| 0643784 | Podłącze   | część wsi |
| 0643790 | Zakarczmie | część wsi |

## Położenie geograficzne
Korniaktów Południowy jest położony w całości na terenie Pradoliny Podkarpackiej. Obszar ten ma charakter rolniczy, a grunty orne położone w sąsiedztwie koryta Wisłoka są okresowo zalewane. W kierunku południowym rozpościera się malowniczy widok na wzgórza Podgórza Rzeszowskiego. Rozległe tereny łąkowe i polne urozmaicane są meandrami Starego Wisłoka, zwane Wisłoczyskami.
Korniaktów Południowy dzieli się na kilka przysiółków: Bycze Jajo, Jawornik, Zakarczmie, Podłącze.
Pod względem transportowym Korniaktów ulokowany jest wzdłuż drogi powiatowej Białobrzegi-Gniewczyna Łańcucka. W centralnym punkcie wsi, obok kościoła, odchodzi droga gminna w kierunku południowym do Rogóżna. Jej przedłużeniem jest szosa w stronę przysiółka Zakarczmie do nieistniejącej już przeprawy promowej.

## Historia
Korniaktów założony został pod koniec XVI wieku przez Konstantego Korniakta. Był on bogatym kupcem greckim mieszkającym we Lwowie. Zajmował się handlem i lichwą. W 1571 roku otrzymał z rąk Zygmunta Augusta indygenat. Jego żoną była Anna Dzieduszycka. Za zgromadzone pieniądze kupił  wiele dóbr ziemskich. Miał zamek w Sośnicy. Kolejny budował w Białobokach, ale go nie ukończył. Posiadał Mikulice koło Przeworska, Sietesz, Rogóżno, Głuchów, Albigową i Korniaktów.
W 1674 roku wieś była wzmiankowana jako Korniaktowka i posiadała 35 domów. Od 1686 roku w Korniaktowie było 6 domów. Rewizja generalna ziemi przemyskiej zasańskiej z 1713 roku wykazała: 28 chałup oraz młyn. Po wygaśnięciu rodu Korniaktów osada kilkakrotnie zmieniała właścicieli, należała m.in. do Ostrogskich. W latach 1785–1788 właścicielką była Konstancja z Bekierskich Rogalińska, która przejęła wieś z rąk Stanisława Szczęsnego Potockiego. Pod koniec XVIII wieku osadę wykupiła księżna marszałkowa Izabela Lubomirska i podarowała, wraz z majętnością przeworską, swojemu wychowankowi – Henrykowi Lubomirskiemu. W posiadaniu tej rodziny Korniaktów pozostał do 1944 roku.
W 1840 roku  podczas epidemii cholery w Korniaktowie Południowym było 36 domów, w których zmarło 38 osób.
W Korniaktowie zamieszkiwała rodzina Białych, z której pochodzili:
- ks. Marcin Biały (1830–1923).
- Stanisław Biały (1868–1932) – senator RP I kadencji (1922–1927), prawnik i działacz społeczny.

Warto też zwrócić uwagę na szkołę im. Adama Mickiewicza, która w 2006 roku obchodziła 100-lecie.
Obecnie Korniaktów Południowy jak i Północny wchodzi w skład gminy Białobrzegi.

## Kościół
Kaplica.
W 1874 roku zaczęto budowę kaplicy, która została zainspirowana przez powstańca styczniowego, który to dotarłszy chory do Korniaktowa uzyskał pomoc. W zamian za przysługę szlachcic przeznaczył 150 reńskich, kolejne 150 dołożono z funduszy gminy Korniaków, a cegłę, drzewo (z miejscowych zakładów), oraz architektów dał książę Henryk Lubomirski. W 1880 roku została ukończona budowa kaplicy pw. Matki Bożej Różańcowej. Murowana z cegły, otynkowana, założona na rzucie prostokąta z prezbiterium zamkniętym trójbocznie. Fasada północna podkreślona wolutowym szczytem poprzedzona kruchtą (dobudowaną w latach międzywojennych gdy wójtem gminy Korniaków był Jan Kiełb). W kalenicy dachu wieżyczka ma sygnaturkę. Elewacje zaakcentowane podziałem ramowym z lizenami, budowla w stylu późnobarokowym. W 1892 roku z Tyrolu (Austria) sprowadzono figurę Matki Bożej Różańcowej.
Z biegiem czasu kaplica pełniła rolę kościoła, w której odprawiano niedzielne msze święte. W 1920 roku Korniaktów wszedł w skład nowo utworzonej parafii Białobrzegi. W 1925 roku bp Karol Fischer dokonał konsekracji kaplicy. W 1960 roku został skradziona figura Matki Bożej Różańcowej, którą odzyskano po kilku latach.
Kościół parafialny.
W 1988 roku obok kaplicy ukończono budowę murowanego kościoła pw. Matki Bożej Różańcowej. Kościół zbudowano według projektu architekta Stanisława Kurka i Władysława Uchmana. Pracami budowlanymi kierował i zarządzał Stanisław Czyrek który razem z Julią Rupar był głównym inicjatorem budowy kościoła. 11 września 1988 roku odbyło się poświęcenie kościoła filialnego, w którym posługiwali kapłani z Białobrzegów. Następnie utworzono rektorat w Korniaktowie Południowym, a pierwszym rektorem został ks. Jan Długoń. W 2018 roku została erygowana parafia, a jej proboszczem został dotychczasowy rektor ks. Ryszard Izdebski[niewiarygodne źródło?].